# Polscy posłowie do Parlamentu Europejskiego 2019–2024
Polscy posłowie IX kadencji do Parlamentu Europejskiego od 2 lipca 2019 do 15 lipca 2024, wybrani w wyborach przeprowadzonych 26 maja 2019.
Tabela przedstawia podział mandatów po wyborach w 2019 i stan na koniec kadencji:

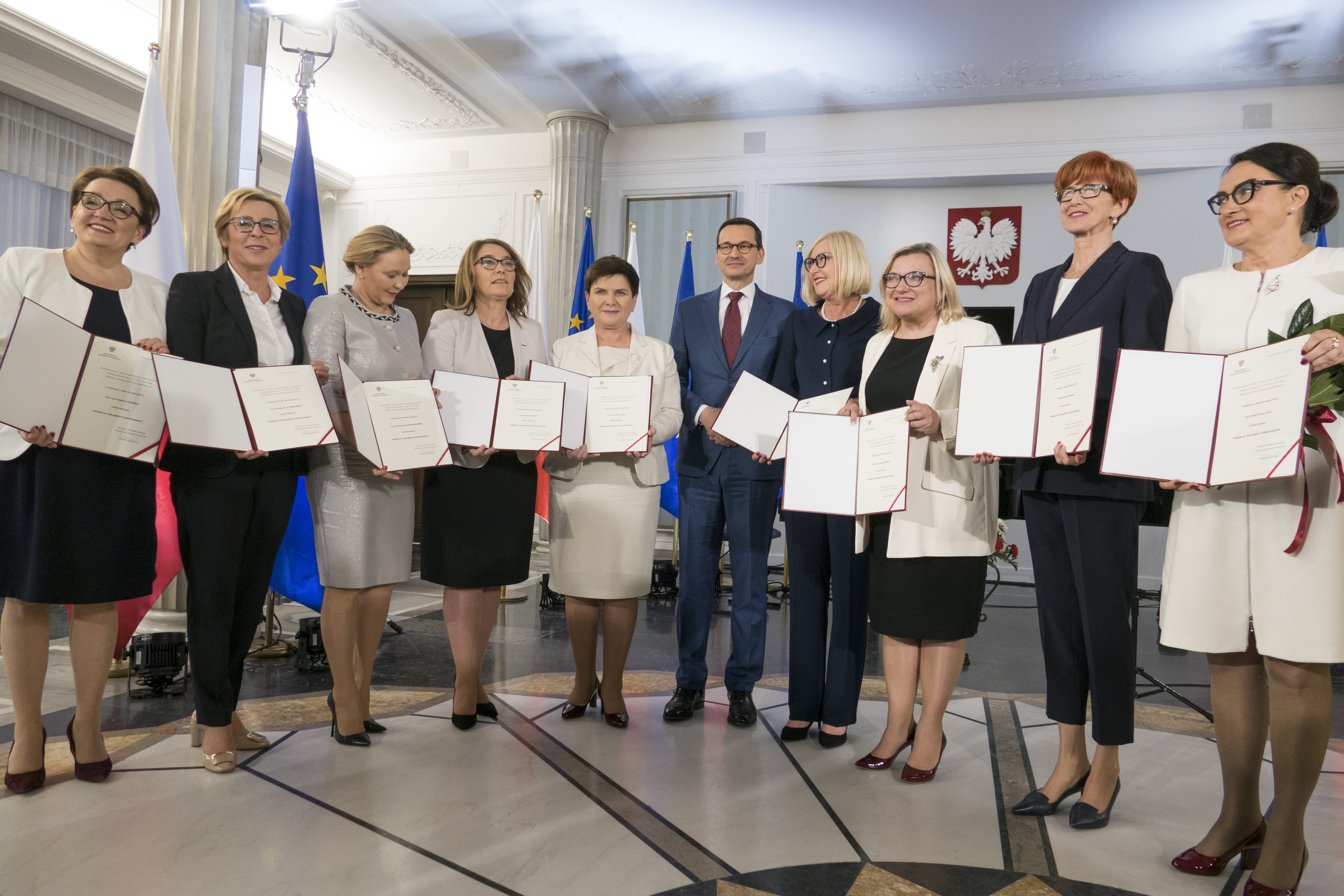
Część polskich posłów do Parlamentu Europejskiego w kadencji 2019–2024

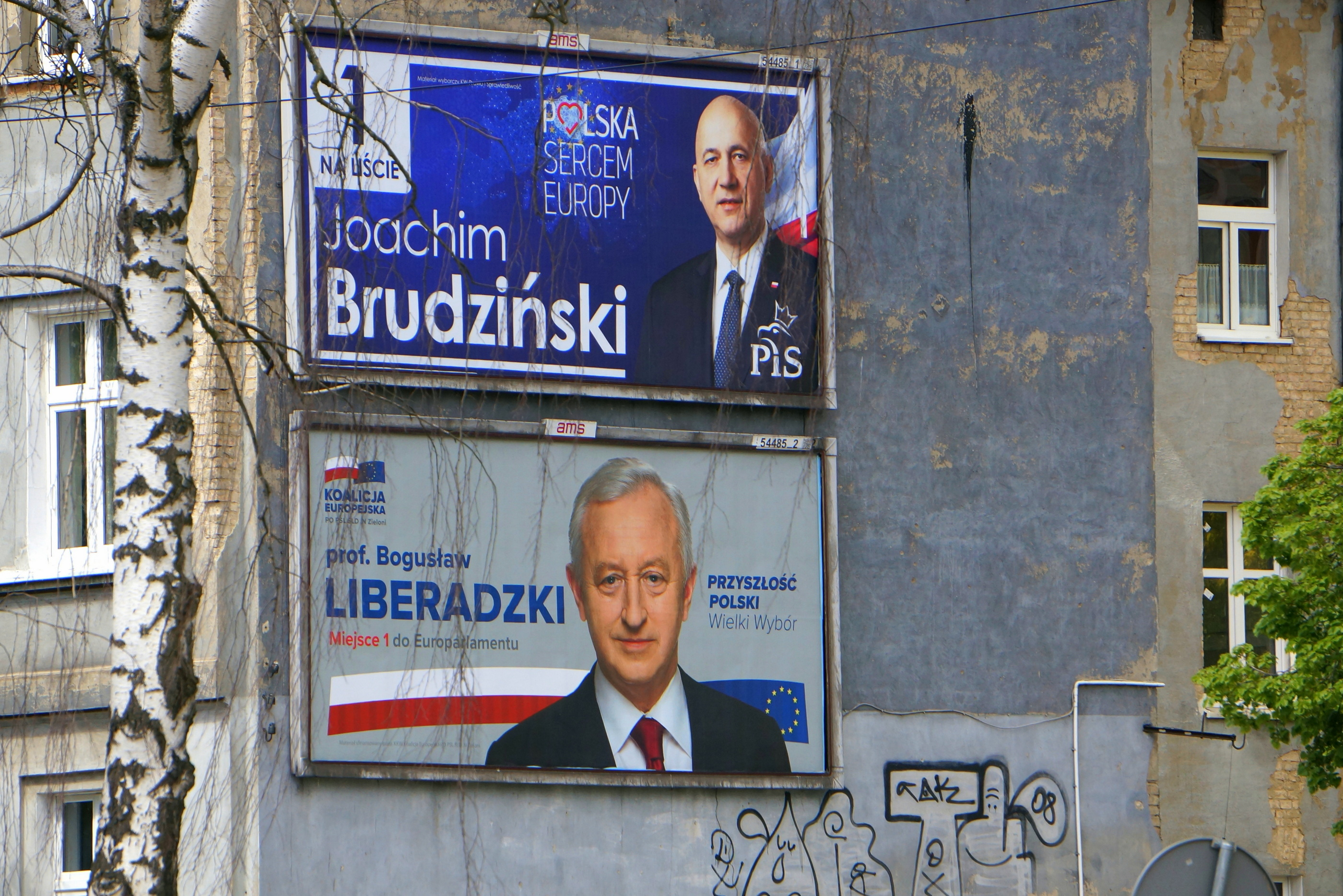
Kampania do Parlamentu Europejskiego zakończona dla tych polityków powodzeniem

| \| Ugrupowanie polityczne[a] \| Ugrupowanie polityczne[a] \| VII 2019 \| VI 2024 \| +/– \| \| ------------------------- \| ------------------------------------------------------------------------------------------------------------------------------- \| -------- \| ------- \| --- \| \| \| Europejscy Konserwatyści i Reformatorzy Prawo i Sprawiedliwość (25) Suwerenna Polska (2) \| 26 \| 27 \| 1 \| \| \| Europejska Partia Ludowa (Chrześcijańscy Demokraci) Platforma Obywatelska RP (13) Polskie Stronnictwo Ludowe (2) Niezależni (1) \| 17 \| 16 \| 1 \| \| \| Postępowy Sojusz Socjalistów i Demokratów Nowa Lewica (3) Lewica dla Europy (3) Koalicja Obywatelska (1) \| 8 \| 7 \| 1 \| \| \| Odnówmy Europę Polska 2050 Szymona Hołowni (1) \| 0 \| 1 \| 1 \| \| \| Niezrzeszeni Niezależni (1) \| 0 \| 1 \| 1 \| \| \| \| 51 \| 52 \| 52 \| | Podział 51 mandatów: S&D: 8 EPL: 17 EKR: 26                                                                                     |          |         |     |
| Ugrupowanie polityczne | Ugrupowanie polityczne | VII 2019 | VI 2024 | +/– |
| | Europejscy Konserwatyści i Reformatorzy Prawo i Sprawiedliwość (25) Suwerenna Polska (2)                                        | 26       | 27      | 1   |
| | Europejska Partia Ludowa (Chrześcijańscy Demokraci) Platforma Obywatelska RP (13) Polskie Stronnictwo Ludowe (2) Niezależni (1) | 17       | 16      | 1   |
| | Postępowy Sojusz Socjalistów i Demokratów Nowa Lewica (3) Lewica dla Europy (3) Koalicja Obywatelska (1)                        | 8        | 7       | 1   |
| | Odnówmy Europę Polska 2050 Szymona Hołowni (1)                                                                                  | 0        | 1       | 1   |
| | Niezrzeszeni Niezależni (1) | 0        | 1       | 1   |
| | | 51       | 52      | 52  |

## Przynależność klubowa

### Stan aktualny
Polscy posłowie IX kadencji zrzeszeni są w następujących grupach:
- Europejscy Konserwatyści i Reformatorzy – 27 posłów[1],
- Grupa Europejskiej Partii Ludowej (Chrześcijańskich Demokratów) – 16 posłów[1],
- Grupa Postępowego Sojuszu Socjalistów i Demokratów w Parlamencie Europejskim – 7 posłów[1],
- Grupa Odnówmy Europę – 1 poseł[1],
- Grupa Zielonych – Wolnego Sojuszu Europejskiego – 1 poseł[1].

| Europejscy Konserwatyści i Reformatorzy                                                                               | Europejscy Konserwatyści i Reformatorzy                                                                                   | Europejscy Konserwatyści i Reformatorzy                                                                                               | Europejscy Konserwatyści i Reformatorzy                                                                                   |
| --- | --- | --- | --- |
| | | | |
| - Adam Bielan - Joachim Brudziński - Ryszard Czarnecki - Anna Fotyga - Patryk Jaki - Krzysztof Jurgiel - Karol Karski | - Beata Kempa - Izabela Kloc - Joanna Kopcińska - Zdzisław Krasnodębski - Elżbieta Kruk - Ryszard Legutko - Beata Mazurek | - Andżelika Możdżanowska - Tomasz Poręba - Elżbieta Rafalska - Rafał Romanowski - Bogdan Rzońca - Jacek Saryusz-Wolski - Beata Szydło | - Dominik Tarczyński - Grzegorz Tobiszowski - Witold Waszczykowski - Jadwiga Wiśniewska - Anna Zalewska - Kosma Złotowski |
| Grupa Europejskiej Partii Ludowej (Chrześcijańskich Demokratów)                                                       | | | |
| | | | |
| - Magdalena Adamowicz - Krzysztof Brejza - Jerzy Buzek - Jarosław Duda-Latoszewski                                    | - Tomasz Frankowski - Andrzej Halicki - Danuta Hübner - Adam Jarubas                                                      | - Jarosław Kalinowski - Włodzimierz Karpiński - Ewa Kopacz - Janusz Lewandowski                                                       | - Jan Olbrycht - Witold Pahl - Elżbieta Łukacijewska - Janina Ochojska-Okońska                                            |
| Grupa Postępowego Sojuszu Socjalistów i Demokratów w Parlamencie Europejskim                                          | | | |
| | | | |
| - Marek Balt - Marek Belka                                                                                            | - Robert Biedroń - Włodzimierz Cimoszewicz                                                                                | - Łukasz Kohut - Bogusław Liberadzki                                                                                                  | - Leszek Miller |
| Grupa Odnówmy Europę                                                                                                  | | | |
| | | | |
| - Róża Gräfin von Thun und Hohenstein                                                                                 | | | |
| Niezrzeszeni | | | |
| | | | |
| - Sylwia Spurek | | | |

### Posłowie, których mandat wygasł w trakcie kadencji (4 posłów)
| Poseł            | Poseł                     | Data wygaśnięcia mandatu  | Przyczyna                                 | Następca         |
| ---------------- | ------------------------- | ------------------------- | ----------------------------------------- | ---------------- |
|                  | Bartosz Arłukowicz        | 18 października 2023(dts) | wybór na posła                            | Witold Pahl      |
| Krzysztof Hetman | 18 października 2023(dts) | wybór na posła            | Włodzimierz Karpiński                     |                  |
|                  | Zbigniew Kuźmiuk          | 18 października 2023(dts) | wybór na posła                            | Rafał Romanowski |
|                  | Radosław Sikorski         | 13 grudnia 2023(dts)      | powołanie na Ministra Spraw Zagranicznych | Krzysztof Brejza |

## Lista według okręgów wyborczych
| Okręg wyborczy nr 1 w Gdańsku                                                                     | |  | |  |                                                  |
| Posłowie wybrani z list poszczególnych komitetów wyborczych (w nawiasach liczba zdobytych głosów) | |  | |  |                                                  |
|                                                                                                   | KKW Koalicja Europejska PO PSL SLD .N Zieloni Magdalena Adamowicz (199 591) Janusz Lewandowski (120 990)                         |  | Prawo i Sprawiedliwość Anna Fotyga (160 517)                                                                       |  |                                                  |
| Okręg wyborczy nr 2 w Bydgoszczy                                                                  | |  | |  |                                                  |
| Posłowie wybrani z list poszczególnych komitetów wyborczych (w nawiasach liczba zdobytych głosów) | |  | |  |                                                  |
|                                                                                                   | KKW Koalicja Europejska PO PSL SLD .N Zieloni Krzysztof Brejza (84 225)                                                          |  | Prawo i Sprawiedliwość Kosma Złotowski (107 113)                                                                   |  |                                                  |
| Okręg wyborczy nr 3 w Olsztynie                                                                   | |  | |  |                                                  |
| Posłowie wybrani z list poszczególnych komitetów wyborczych (w nawiasach liczba zdobytych głosów) | |  | |  |                                                  |
|                                                                                                   | Prawo i Sprawiedliwość Karol Karski (184 054) Krzysztof Jurgiel (104 592)                                                        |  | KKW Koalicja Europejska PO PSL SLD .N Zieloni Tomasz Frankowski (125 845)                                          |  |                                                  |
| Okręg wyborczy nr 4 w Warszawie I                                                                 | |  | |  |                                                  |
| Posłowie wybrani z list poszczególnych komitetów wyborczych (w nawiasach liczba zdobytych głosów) | |  | |  |                                                  |
|                                                                                                   | KKW Koalicja Europejska PO PSL SLD .N Zieloni Włodzimierz Cimoszewicz (219 677) Danuta Hübner (146 746) Andrzej Halicki (87 422) |  | Prawo i Sprawiedliwość Jacek Saryusz-Wolski (186 851) Ryszard Czarnecki (134 629)                                  |  | Wiosna Roberta Biedronia Robert Biedroń (96 388) |
| Okręg wyborczy nr 5 w Warszawie II                                                                | |  | |  |                                                  |
| Posłowie wybrani z list poszczególnych komitetów wyborczych (w nawiasach liczba zdobytych głosów) | |  | |  |                                                  |
|                                                                                                   | Prawo i Sprawiedliwość Adam Bielan (207 845) Rafał Romanowski (11 420)                                                           |  | KKW Koalicja Europejska PO PSL SLD .N Zieloni Jarosław Kalinowski (104 216)                                        |  |                                                  |
| Okręg wyborczy nr 6 w Łodzi                                                                       | |  | |  |                                                  |
| Posłowie wybrani z list poszczególnych komitetów wyborczych (w nawiasach liczba zdobytych głosów) | |  | |  |                                                  |
|                                                                                                   | Prawo i Sprawiedliwość Witold Waszczykowski (168 021) Joanna Kopcińska (130 358)                                                 |  | KKW Koalicja Europejska PO PSL SLD .N Zieloni Marek Belka (182 517)                                                |  |                                                  |
| Okręg wyborczy nr 7 w Poznaniu                                                                    | |  | |  |                                                  |
| Posłowie wybrani z list poszczególnych komitetów wyborczych (w nawiasach liczba zdobytych głosów) | |  | |  |                                                  |
|                                                                                                   | KKW Koalicja Europejska PO PSL SLD .N Zieloni Ewa Kopacz (252 032) Leszek Miller (79 380)                                        |  | Prawo i Sprawiedliwość Zdzisław Krasnodębski (164 034) Andżelika Możdżanowska (76 953)                             |  | Wiosna Roberta Biedronia Sylwia Spurek (55 306)  |
| Okręg wyborczy nr 8 w Lublinie                                                                    | |  | |  |                                                  |
| Posłowie wybrani z list poszczególnych komitetów wyborczych (w nawiasach liczba zdobytych głosów) | |  | |  |                                                  |
|                                                                                                   | Prawo i Sprawiedliwość Beata Mazurek (204 693) Elżbieta Kruk (164 108)                                                           |  | KKW Koalicja Europejska PO PSL SLD .N Zieloni Włodzimierz Karpiński (3501)                                         |  |                                                  |
| Okręg wyborczy nr 9 w Rzeszowie                                                                   | |  | |  |                                                  |
| Posłowie wybrani z list poszczególnych komitetów wyborczych (w nawiasach liczba zdobytych głosów) | |  | |  |                                                  |
|                                                                                                   | Prawo i Sprawiedliwość Tomasz Poręba (276 014) Bogdan Rzońca (64 113)                                                            |  | KKW Koalicja Europejska PO PSL SLD .N Zieloni Elżbieta Łukacijewska (40 737)                                       |  |                                                  |
| Okręg wyborczy nr 10 w Krakowie                                                                   | |  | |  |                                                  |
| Posłowie wybrani z list poszczególnych komitetów wyborczych (w nawiasach liczba zdobytych głosów) | |  | |  |                                                  |
|                                                                                                   | Prawo i Sprawiedliwość Beata Szydło (525 811) Patryk Jaki (258 366) Ryszard Legutko (65 710) Dominik Tarczyński (41 912)         |  | KKW Koalicja Europejska PO PSL SLD .N Zieloni Róża Gräfin von Thun und Hohenstein (221 279) Adam Jarubas (138 854) |  |                                                  |
| Okręg wyborczy nr 11 w Katowicach                                                                 | |  | |  |                                                  |
| Posłowie wybrani z list poszczególnych komitetów wyborczych (w nawiasach liczba zdobytych głosów) | |  | |  |                                                  |
|                                                                                                   | Prawo i Sprawiedliwość Jadwiga Wiśniewska (409 373) Izabela Kloc (78 352) Grzegorz Tobiszowski (65 007)                          |  | KKW Koalicja Europejska PO PSL SLD .N Zieloni Jerzy Buzek (422 445) Jan Olbrycht (69 009) Marek Balt (45 043)      |  | Wiosna Roberta Biedronia Łukasz Kohut (48 783)   |
| Okręg wyborczy nr 12 we Wrocławiu                                                                 | |  | |  |                                                  |
| Posłowie wybrani z list poszczególnych komitetów wyborczych (w nawiasach liczba zdobytych głosów) | |  | |  |                                                  |
|                                                                                                   | KKW Koalicja Europejska PO PSL SLD .N Zieloni Janina Ochojska-Okońska (307 227) Jarosław Duda-Latoszewski (77 611)               |  | Prawo i Sprawiedliwość Beata Kempa (209 305) Anna Zalewska (168 337)                                               |  |                                                  |
| Okręg wyborczy nr 13 w Gorzowie Wielkopolskim                                                     | |  | |  |                                                  |
| Posłowie wybrani z list poszczególnych komitetów wyborczych (w nawiasach liczba zdobytych głosów) | |  | |  |                                                  |
|                                                                                                   | KKW Koalicja Europejska PO PSL SLD .N Zieloni Bogusław Liberadzki (99 897) Witold Pahl (6520)                                    |  | Prawo i Sprawiedliwość Joachim Brudziński (185 168) Elżbieta Rafalska (70 916)                                     |  |                                                  |